# Samuel Reyher

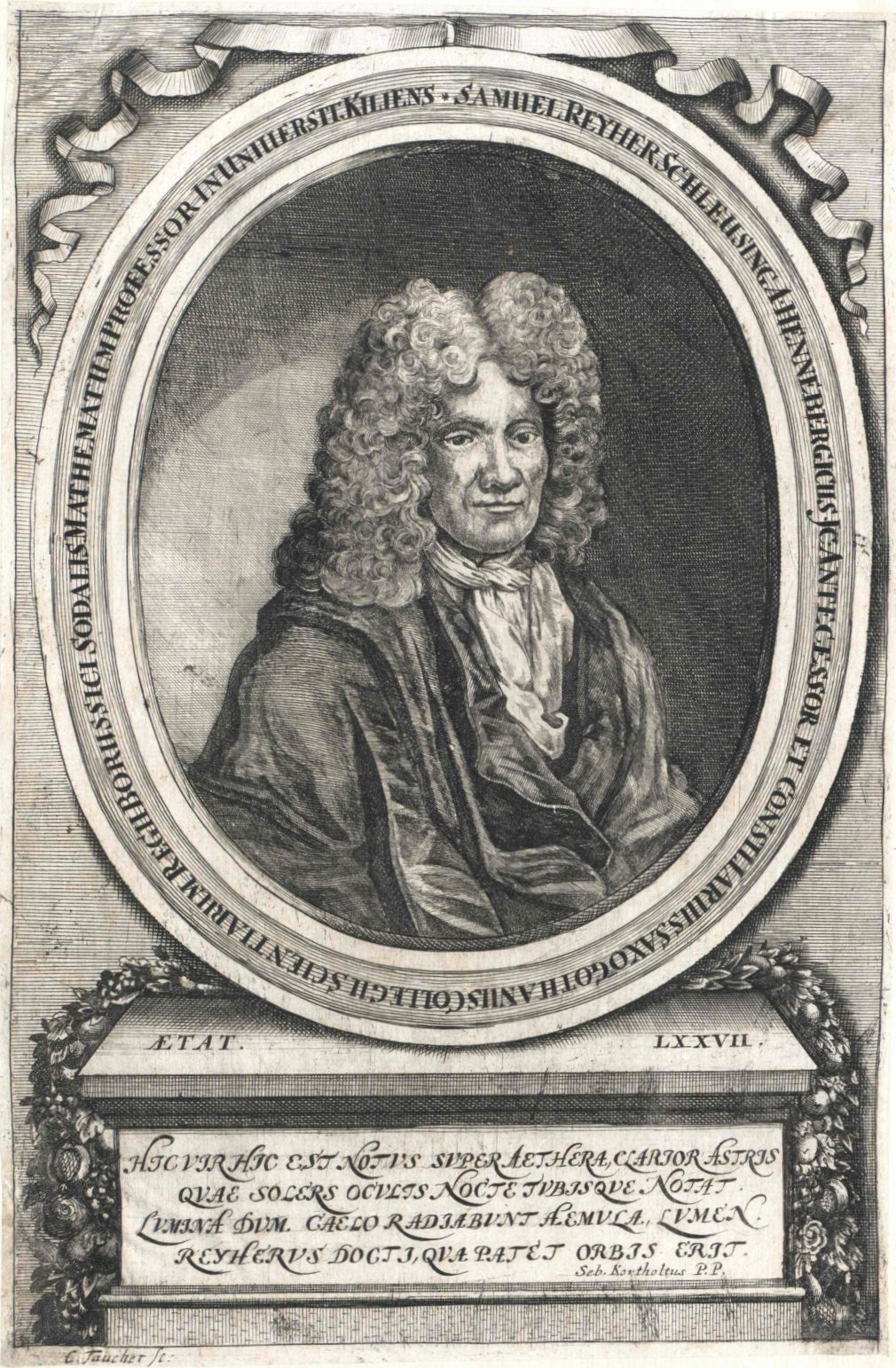
Samuel Reyher im Alter von 77 Jahren, Stich von C. Taucher

Samuel Reyher (* 19. April 1635 in Schleusingen; † 22. November 1714 in Kiel) war ein deutscher Mathematiker und Astronom.

## Leben
Reyhers Vater Andreas Reyher war Rektor am Gymnasium in Schleusingen, sein Großvater Sebastian Abesser war Superintendent in Suhl. In Leipzig beginnt er 1654 mit dem Studium der Mathematik und Jurisprudenz. Hier nimmt sich ein einflussreicher Ratsherr seiner an und ermöglicht ihm eine Studienreise nach Holland. Beeindruckt vom wissenschaftlichen Leben in Holland kehrt er wieder nach Leipzig zurück. Er arbeitet an unterschiedlichen Rechtsfragen und hält Vorlesungen als Magister der philosophischen Fakultät. Der Herzog von Gotha wird auf den jungen Reyher aufmerksam, macht ihn zum Erzieher seines ältesten Sohnes und schickt ihn als dessen Begleiter auf eine Bildungsreise nach Holland. Wieder nach Deutschland zurückgekehrt, beschließt Reyher seine juristischen Studien in Holland (Leiden) zu beenden. Der Ausbruch der Pest in Holland zwingt ihn jedoch zu einem Zwischenstopp in Rinteln an der Weser. Hier lernt er den Philosophen M. Watson kennen, der gerade einen Ruf an die neu gegründete (1665) Christian-Albrechts-Universität in Kiel erhalten hatte. Auf Watsons Fürsprache hin wird Reyher als Mathematikprofessor ebenfalls dorthin berufen. Hierbei spielt der ebenfalls aus Thüringen stammende Prorektor P. Musäus eine unterstützende Rolle. Ehe er jedoch 1665 in Kiel sein Amt antritt, promoviert er noch in Leiden mit einer Dissertation über das Recht der Erstgeborenen.
Bis ins hohe Alter behält Reyher eine erstaunliche Leistungsfähigkeit, erst mit 77 Jahren lässt er sich von seinem Lehramt entbinden. Lehrveranstaltungen hält er jedoch noch bis zu seinem Tode ab. Samuel Reyher wird im Schleswiger Dom beigesetzt.

## Als Professor an der Kieler Universität
Obwohl Reyher seit 1665 Professor für Mathematik ist, hält er seit dieser Zeit auch juristische Vorlesungen.
1673 wird er Extraordinarius der juristischen Fakultät, 1692 ordentlicher Professor des Codex.
Der Herzog von Gotha (sein ehemaliger Schüler) ernennt ihn 1682 zum sächsischen Rat. 1702 wird er Mitglied der Akademie der Wissenschaften in Berlin, deren Präsident Gottfried Wilhelm Leibniz mit Reyher eine lebhafte Korrespondenz unterhält und ihn sehr schätzt.
An der Kieler Hochschule gehört Reyher zu den beliebten Professoren. Auf Wunsch seiner Studenten organisiert er neben den Pflichtvorlesungen zahlreiche Privatveranstaltungen und baut und repariert seine Instrumente selbst.
Sein Interesse gilt überwiegend der praktischen Frage: „Wie kann die Mathematik am besten zur Erklärung und Nutzbarmachung von Naturphänomenen herangezogen werden?“
Um hinter dieses Geheimnis der Natur zu kommen, macht Reyher über Jahre dauernde Beobachtungsreihen.
1669 gibt er eine deutsche Bearbeitung der ersten 6 Bücher Euklids heraus.
Von Beginn an hält Reyher auch öffentliche und private Vorlesungen über Astronomie. Er benutzt dabei die Institutiones astronomicae (1647) von Pierre Gassendi (1592–1655).
Später empfiehlt er seinen Studenten auch die Institutiones astronomicae von Nikolaus Mercator (London 1676).
Bei der Erklärung einer von ihm beobachteten Sonnenfinsternis hält er sich an die Lehre des Nicolaus Copernicus (heliozentrisches Weltbild), die für ihn das Fundament der Astronomie ist.
Im Winter 1701/02 behandelt er die Bewegung der Himmelskörper nach den Systemen von Copernicus, Tycho Brahe, Longomontanus und Ptolemaios. Bei Angaben über die Proportionen von Sonne und Planeten dienen ihm die Werke von Huygens und Cassini als Richtschnur. Die Werke Keplers waren ihm wahrscheinlich nicht bekannt.

## Reyher und die Astronomie
1667 beginnt Reyher astronomische Führungen auf dem Universitätshof mit von Heinrich von Qualen gestifteten Instrumenten, die sich in Kiel zunehmender Beliebtheit erfreuten. Später setzt er die Beobachtungen auf einem Turm des Kieler Schlosses fort. 1702 folgt sogar die herzogliche Familie einer Einladung Reyhers zu „astronomischen Darbietungen“. Dieser Besuch verhilft Reyher schließlich zu einem eigenen Observatorium, das vermutlich 1703 auf dem Kieler Schloss errichtet wird.
Reyher beobachtet mit seinen Instrumenten Sonnen- und Mondfinsternisse und auch Sonnenflecken (1704). Er bestimmt die Mittagslinie (mit dem Schatten eines Gnomons bei Tagundnachtgleiche) und die Polhöhe von Kiel.
Am Sternhimmel beobachtet er über viele Jahre hinweg (44 Jahre seit 1669) den Veränderlichen Mira im Walfisch.
Daneben beobachtet er Kometen (1682) und den Andromedanebel (1711), in erster Linie interessiert er sich aber für die Planeten und ihre Bahnen.
Er berechnet den Durchgang des Merkur vor der Sonne am 5. März 1707, kann ihn aber mit seinen bescheidenen Instrumenten nicht beobachten.
Ein notwendiges Hilfsmittel für astronomische Beobachtungen sind genau gehende Uhren. Daher begann Reyher schon früh mit der Konstruktion eigener Zeitmesser. Mit Hilfe dieser Uhr findet er eine Jahreslänge von 365,2418 Tagen. Der heutige Wert ist 365,2422.
In den ersten Jahren seines Kieler Aufenthaltes beschäftigt sich Reyher auch mit optischen Fragen und hält Vorlesungen darüber. Zur praktischen Demonstration optischer Effekte stellt er 1667 eine Camera Obscura auf. Er kann sie allerdings nur zeitweise anbieten, da er sie von seinen eigenen Geldmitteln unterhalten muss und an herzogliche Unterstützung nicht mehr zu denken ist.
Erst 1703 kann er sie – inzwischen beträchtlich vergrößert – wieder eröffnen.
Die Demonstrationen in der Camera Obscura, die er mehrmals pro Semester vorführt, setzt er bis zu seinem Tode fort.

## Meteorologische Beobachtungen
1670 veröffentlicht Reyher eine kleine Schrift über die Luft, De aere sive pneumatica, die weite Verbreitung findet und über die er in eine Korrespondenz mit Leibnitz eintritt. Im Laufe dieses Briefwechsels bittet Leibnitz ihn, einige Monate hindurch meteorologische Beobachtungen in Kiel zu machen.
Er misst von da an mehrmals am Tag Luftdruck, Temperatur, Luftfeuchtigkeit und beschreibt die Bedeckung des Himmels und setzt diese Aufzeichnungen bis an sein Lebensende fort.
Neben der Messreihe des Landgrafen von Hessen (ein Schüler Galileis) sind Reyhers Werte die ältesten Wetteraufzeichnungen Deutschlands und bestätigen das Auftreten einer „kleinen Eiszeit“ am Ende des 17. Jahrhunderts.
Daneben stellt Reyher erste meereskundliche Untersuchungen, beispielsweise zum Salzgehalt des Wassers, an und beschäftigte sich mit der geodätischen Vermessung des Kieler Hafens und der Schwentine.

## Abstammung
|  |                                                        |  |  |  |  |  |  |  |  |  |  |  |  |  |  |  |
|  | Michael Reyher (1557–1634) Weinhändler                 |  |  |  |  |  |  |  |  |  |  |  |  |  |  |  |
|  |                                                        |  |  |  |  |  |  |  |  |  |  |  |  |  |  |  |
|  |                                                        |  |  |  |  |  |  |  |  |  |  |  |  |  |  |  |
|  | Andreas Reyher (1601–1673) Pädagoge                    |  |  |  |  |  |  |  |  |  |  |  |  |  |  |  |
|  |                                                        |  |  |  |  |  |  |  |  |  |  |  |  |  |  |  |
|  |                                                        |  |  |  |  |  |  |  |  |  |  |  |  |  |  |  |
|  | Ottilie Albrecht (–1619)                               |  |  |  |  |  |  |  |  |  |  |  |  |  |  |  |
|  |                                                        |  |  |  |  |  |  |  |  |  |  |  |  |  |  |  |
|  |                                                        |  |  |  |  |  |  |  |  |  |  |  |  |  |  |  |
|  | Samuel Reyher (1635–1714)                              |  |  |  |  |  |  |  |  |  |  |  |  |  |  |  |
|  |                                                        |  |  |  |  |  |  |  |  |  |  |  |  |  |  |  |
|  |                                                        |  |  |  |  |  |  |  |  |  |  |  |  |  |  |  |
|  | Sebastian Abesser (1581–1638) Theologe, Superintendent |  |  |  |  |  |  |  |  |  |  |  |  |  |  |  |
|  |                                                        |  |  |  |  |  |  |  |  |  |  |  |  |  |  |  |
|  |                                                        |  |  |  |  |  |  |  |  |  |  |  |  |  |  |  |
|  | Katharina Abesser (1612–1657)                          |  |  |  |  |  |  |  |  |  |  |  |  |  |  |  |
|  |                                                        |  |  |  |  |  |  |  |  |  |  |  |  |  |  |  |
|  |                                                        |  |  |  |  |  |  |  |  |  |  |  |  |  |  |  |
|  | Joachim Zehner (1566–1612) Geistlicher, Superintendent |  |  |  |  |  |  |  |  |  |  |  |  |  |  |  |
|  |                                                        |  |  |  |  |  |  |  |  |  |  |  |  |  |  |  |
|  |                                                        |  |  |  |  |  |  |  |  |  |  |  |  |  |  |  |
|  | Margaretha Zehner                                      |  |  |  |  |  |  |  |  |  |  |  |  |  |  |  |
|  |                                                        |  |  |  |  |  |  |  |  |  |  |  |  |  |  |  |
|  |                                                        |  |  |  |  |  |  |  |  |  |  |  |  |  |  |  |

## Schriften (Auswahl)
- Dissertatio mathematica De aere sive pneumatica. (Respondent: Stephan Graf) Reuter, Kiel 1670. (Digitalisat der Ausg. 1712)
- Mathesis mosaica sive Loca Pentateuchi Mathematica mathematice explicata, cum Appendice aliorum S. Script. Locorum Mathematicorum. Reumann, Kiel 1679. (Digitalisat)
- mathematicarum disciplinarum sciagraphia generalis, singularum disciplinarum descriptiones, divisiones, & auctores quosdam quatuor tabulis exhibens. Reumann, Kiel 1692. (Digitalisat)
- De natura et jure auditus ac soni. (Respondent: Caspar Ringelmann) Reumann, Kiel 1693. (Digitalisat)
- Experimentum Novum, Quo Aquae Marinae Dulcedo. Die VI. Febr. Ann. MDCIIIC. examinata, describitur.  Reumann, Kiel 1697. (Digitalisat)
- Disputatio Mathematica, Quam In Alma Christian-Albertina Juxta ordinem In Principali Fridericiana Constitutione præscriptum, De Observationibus Astronomicis, Tam antiquis, quam novis, Ut & de Nostro Observandi Modo. Respondent: Christoph Pyl, Reuther,  Kiel 1703. (Digitalisat)